# تقويم الأسنان الشفاف
تقويم الأسنان الشفاف (بالإنجليزية: Clear aligners)‏، هو أحد أجهزة تقويم الأسنان وهو قالب شفاف ومتحرك يتم عمله خصيصاً لكل حالة كبديل عن التقويم التقليدي في بعض الحالات، وتستخدم لتحريك الأسنان لمسافات صغيرة مع المرضى الذين هم بحاجة لعلاج تقويم الأسنان، وهي عبارة عن سلسلة قوالب متتالية مصنوعة من مادة الأكريل أو البلاستيك ويكون لونها شبه شفاف تُثبَّت على أسنان المريض لفترات زمنية مُحددة بحيث يتم تبديلها بعد انتهاء كل فترة؛ يضعه المريض لمدة عشرين ساعة يومياً للحصول على أفضل نتيجة ممكنة ويتم تغييره كل أسبوعين. التقويم الشفاف خفي لدرجة لا يُمكن ملاحظته كما يمكن نزعه عند كل وجبة وعند تفريش الأسنان للحفاظ على نظافتها. يُباع تحت اسم خمسة علامات تجاريّة على الأقل. صُممت هذه التقنية خصيصاً للأشخاص الذين يرغبون بتقويم أسنانهم وللحصول على ابتسامة جميلة بدون أن يشعر المريض بحرج أثناء فترة علاجه نتيجة مظهر المشابك المعدنية والسلك المستخدم في تقويم الأسنان أثناء فترة علاجه،
يختلف التقويم الشفاف عن التقويم التقليدي والذي تستخدم فيه أسلاك وحاصرات معدنية، بينما التقويم الشفاف تستخدم فيه مواد بلاستيكية خاصة تُفصل على مقاس أسنان المريض وتكون عبارة عن مجموعة أجهزة متسلسلة يضعها المريض لفترات معينة من أسبوع إلى أسبوعين حسب تشخيص الطبيب ومن ثم يستبدل الجهاز لينتقل إلى المرحلة التالية لتصبح أسنانه في وضع أصح من السابق إلى أن تنتهي فترة العلاج وتصبح الأسنان في الوضع المطلوب.

## الاستخدامات
نشرت مراجعة في عام 2014 أنه لا توجد أدلة كافية لتحديد مدى فعالية التقويم الشفاف. بينما اتجهت بعض الآراء إلى استخدامه في حالات تقويم الأسنان الأمامية المزدحمة لكنه ليس الخيار الصحيح بالنسبة للمرضى ذوي الأسنان المتقدمة جدًا للأمام أو للخلف أو الأسنان المائلة لأن التقويم الشفاف غير كفوء مثل تقويم الأسنان الاعتيادي. لم تظهر الدراسات التي أجراها كوكرين في عام 2013 أي دليل معتمد يتعلق بإعادة اختلال الأسنان السفلية الأمامية مرة أخرى بعد استكمال التقويم الشفاف.
يتميز التقويم الشفاف بعدم مرئيته ولكن التقويم اللساني المخفي غير مرئي تمامًا ويعد أفضل منه، يمكن إزالة التقويم الشفاف وبالتالي سيسهل تنظيف الأسنان على المريض على عكس بقية أنواع التقويم الأخرى.

### التطبيق
يبدأ العلاج بالتقويم الشفاف بعد التصوير الشعاعي للفكين لغرض التشخيص ومن ثم تسجيل علاقة الفكين باستخدام الطبعات السنية أو باستخدام الطبعة الرقمية. تماشيًا مع ما سبق يُحدد طبيب الأسنان أو اختصاصي التقويم التشخيص وخطة العلاج ثم يغير التقني أسنان المريض في التصميم الإلكتروني إلى موقعها الذي حدده طبيب الأسنان في خطة العلاج. يمكن أن يحتاج المريض خلال جلسات علاجه من 4 – 48 تقويم شفاف لاستكمال علاجه، إذ أن كل تقويم شفاف يحرك السن من 25 إلى 33 ملم.
يُصمم التقويم الشفاف ليتمكن المريض من ارتدائه لمدة 22 ساعة يوميًا لمدة أسبوع أو أسبوعين، وتستغرق مدة العلاج في المتوسط 13 شهرًا ونصف وقد تزداد المدة أو تنقص تبعًا لحالة المريض.
يمكن أن يُزال التقويم الشفاف عند الأكل أو تنظيف الأسنان ويعاد ارتداءه مرة أخرى بعد تنظيفه، يجب أن ينتبه المريض إلى حرارة السوائل التي يشربها لأن التقويم الشفاف مصنوع من مادة البلاستيك التي تتشوه بمجرد تعرضها لحرارة عالية.
يجب أن يرتدي المريض المثبت التقويمي بعد انقضاء فترة العلاج.

## التكلفة
تعد تكلفة التقويم الشفاف أقل بكثير من تكلفة التقويم المعدني نظرًا لقلة كلفة المواد وتقدم التكنولوجيا المستخدمة، لا يتأثر سعر التقويم الشفاف بمدة العلاج بالقدر نفسه الذي يتأثر به مع صعوبة الحالة وخطة العلاج.
تتشابه الأسعار إلى حد ما في أستراليا وكندا والولايات المتحدة والمملكة المتحدة وتقدر بحوالي 2000 دولار.